# Air Arabia Maroc
Air Arabia Maroc, conosciuta anche come Arabia Maroc, è una compagnia aerea a basso costo del Marocco, basata all'aeroporto di Casablanca.

## Storia
Nasce nel 2009 da un accordo tra la compagnia araba Air Arabia, che possiede il 40% della società, ed una cordata di investitori Marocchini, che ne possiedono il 60%. La compagnia nasce con l'intento di sviluppare il traffico passeggeri tra il Marocco ed altri stati del Nord-Africa con l'Europa. La compagnia opera anche da altre basi in Marocco, come Fès, Oujda e Nador, che operano voli da e per gli stati europei.
A fine febbraio 2017 la società ha annunciato l'apertura del primo collegamento interno tra le città di Fez e Marrakech.

## Flotta
A dicembre 2022 la flotta di Air Arabia Maroc è così composta: